# Livia De Gryse
Goedelieve (Livia) De Gryse (18 juli 1951) is een Belgisch voormalig politica voor Agalev/Groen! en vervolgens de VLD.

## Levensloop
Van 1973 tot 1989 was ze ambtenaar bij de West-Vlaamse provinciale overheid, nadien werd ze zelfstandige en richtte ze een ontwerpatelier op voor haute couture te Knokke-Heist.
in 1994 werd ze verkozen als West-Vlaams provincieraadslid voor Agalev, een mandaat dat ze uitoefende tot 2012. In november 2002 verliet ze (de partij was intussen omgevormd tot Groen!) deze partij om in 2004 lid te worden van de VLD. In 2006 stond ze op de 2e plaats op de VLD-kieslijst voor het provinciedistrict Brugge. Ze behaalde 1.541 voorkeurstemmen en werd niet herkozen. Wel kwam ze als 1e opvolgster voor Marc Verwilghen (die zijn mandaat niet opnam) in de provincieraad.
In 2012 werd ze verkozen tot voorzitster van het Willemsfonds. In deze hoedanigheid volgde ze Sylvain Peeters op, zelf werd ze in 2014 opgevolgd door Laurent Rens. Ze was de eerste vrouwelijke voorzitter van de organisatie.